# Amazcala
Amazcala är en ort i Mexiko.   Den ligger i kommunen El Marqués och delstaten Querétaro Arteaga, i den centrala delen av landet, 180 km nordväst om huvudstaden Mexico City. Amazcala ligger 1 920 meter över havet och antalet invånare är 4 780.
Terrängen runt Amazcala är varierad. Runt Amazcala är det ganska tätbefolkat, med 120 invånare per kvadratkilometer. Närmaste större samhälle är Santiago de Querétaro, 18,1 km sydväst om Amazcala. Omgivningarna runt Amazcala är en mosaik av jordbruksmark och naturlig växtlighet.